# شهرستان ویازمسکی (خاباروفسک)
شهرستان ویازمسکی (به لاتین: Vyazemsky District) یک شهرستان در روسیه است که در سرزمین خاباروفسک واقع شده‌است.